# Ella B
Бранкица Цебаловић (дев. Буљовчић; 14. октобар 1975), познатија под именом Ella B (транскр.  Ела Би), бивша је српска певачица денс музике. Удата је за денс музучара Љубу Цебаловића из музичке групе Бит Стрит, са којим има четворо деце. Венчали су се у емисији "48 сати свадба" која је приказана на Радио-телевизији Србије.

## Дискографија
Албуми
- Ајкула (1997)
- Удар љубави (1998)
- Од бола (2000)
- 4 (2004)
- 5 (2005)

Синглови
- Ајкула (1997)
- Дргарице (1997)
- Камиказа (1998)
- Јагоде (1998)
- Оглас (2000)
- Слатки отрове (2000)
- После свега - дует са Жељко Шашић (обрада песме Виво пер леи Андрее Бочелија)
- Боле старе ране (2002) дует са Халид Бешлић
- Гори